# Съвременна археология
Съвременната археология е дял на археологията, изследващ съвременната епоха (XX – XXI век).
Определена е като археология на „съвременното минало“.
Обхваща част от историческата археология, или археологията на съвременния период. За разлика от етноархеологията съвременната археология сама по себе си изучава близкото и съвременно минало, вместо да разработва модели, които да информират за по-далечното минало.